# Kronika slovenskih mest
Kronika slovenskih mest je bila slovenski časnik, ki je izhajal med letoma 1934 in 1940. Ta naslov je časnik privzel šele s tretjo številko, kajti najprej se je imenoval Kronika mestne občine ljubljanske. Izhajal je na četrt leta in sedež je imel v Ljubljani. Seveda s sodelovanjem mestnih občin, kot so Maribor, Celje, Ptuj, Kranj in Novo mesto. Zato je imel častnik tako uredniški odbor (v katerem so sedeli npr. Dinko Puc, Evgen Jarc, France Stele in Lojze Slanovec) kot tudi krajevna uredništva (v Mariboru Franjo Baš, v Celju Janko Orožen, v Kranju Lojze Turk itd.). Imela je ilustracije in priloge.
Objavljali so razprave in gradivo, ki je bralce seznanjalo z zgodovino posameznih mest. Prav tako so vključevali politiko, kulturo in gospodarstvo. Danes predstavlja zanimivo branje, še posebno raziskovalcem krajevnih zgodovin večjih slovenskih mest. Celotna besedila so dostopna na portalu Digitalne knjižnice Slovenije.
Po vojni, leta 1953, se je pojavil časnik Kronika kot časopis za slovensko krajevno zgodovino. Ta naj bi nadaljevala delo in poslanstvo Kronike slovenskih mest.